# 新井萌花
新井 萌花（あらい もえか、2002年9月29日 - ）は、日本のグラビアアイドル、女優、モデル、タレント。埼玉県出身。NAVY所属。

## 経歴
SNSを通じて事務所にスカウトされてデビュー。
2021年12月、『ヤングアニマル』（白泉社）でグラビアデビュー。
2022年1月、1stDVD『ピュア・スマイル』（竹書房）を発売、AmazonランキングとDMMランキングで1位を獲得。
2022年2月28日、ライブアイドルグループsherbetNEOに候補生として加入し、『IDOL RUSH SPECIAL LIVE Vol.3』（新宿BLAZE）にて披露されるが、同年4月17日に活動休止となる。同年5月、『週刊プレイボーイ』（集英社）編集部主催「週プレ編集者の隠し玉グランプリ」に担当編集山田推薦としてエントリー。同年7月、『ミスヤングアニマル2022オーディション』においてファイナルに進出。同審査中に、胸囲として2 - 3センチメートル、カップ数でFからGに近くなるなど、胸に関しては成長中と述べている（このため、水着サイズが合わないことが多い）。
2022年8月1日、「ミスヤングアニマル2022」準グランプリを受賞。同年11月7日発売の『週刊プレイボーイ』の企画「新世代グラドル・ボイン番付 2022年秋場所」にて、「西の張出横綱」に選出。
2022年12月22日、グラビアアイドルDVD販売会社が選ぶアワード『グラビア・オブ・ザ・イヤー2022』（主催：グラビア・オブ・ザ・イヤー実行委員会、協力：キネマ旬報社・ガジェット通信）にて、新人賞を受賞。
2023年8月31日、自身のX（旧Twitter）を更新し、同年9月27日に発売される6枚目のイメージDVDを最後にイメージDVDからの卒業を報告。なお、グラビア活動は継続していくと併せて報告。
2025年2月にイメージDVD『Newtopia』を発売し、約1年半ぶりにイメージDVDに復帰した。

## 人物
- 陸上やヒップホップダンスなどの運動が大好きであり、趣味は歌うこと、走ること。特技は陸上・ランニング（6年）、ヒップホップダンス（4年）[1]。
- 巨乳ソムリエのDJ Dr.Ryuは初DVDイベントで面積の小さすぎる水着を着てきたことを評価しており、「下乳を堂々披露するやる気の高さが二重丸」と雑誌インタビューで述べている[16]。
- 高校までは「胸はぺったんこ」だったという[17]。

### 陸上競技歴
- 中学1年 中学女子の部さくらマラソン5km 9位[要出典]
- 第26回熊谷さくらマラソン 5km中学女子 10位[18]
- 第37回鴻巣パンジーマラソン 5km 一般女子39歳以下 第3位[19]
- 高校時代に駅伝で埼玉県で3位入賞 [20]
- 全国高等学校駅伝大会埼玉県予選 第3位[要出典]
- 県北高等学校駅伝大会ロードレースの部 第1位[要出典]

## 作品

### イメージビデオ
- ピュア・スマイル（2022年1月21日、竹書房）[21][22]
- 新井ちゃんは発育中（2022年6月20日、ラインコミュニケーションズ）[23][24][25]
- 出会えた奇跡（2022年9月24日、竹書房）[26]
- 少女の季節（2022年12月23日、イーネット・フロンティア）[27]
- もえもえズッキュン！（2023年4月20日、ラインコミュニケーションズ）[28][29]
- プライベートショット（2023年9月27日、スパイスビジュアル）[30][31]
- Newtopia（2025年2月28日、エスデジタル）[32][33]

### 動画配信
- 青く無垢な季節（2023年6月10日、ギルド）[34]

## 出版

### デジタル写真集
- brand new（2022年4月15日、竹書房［Bamboo e-Book］）
- FRESH（2022年4月15日、竹書房［Bamboo e-Book］）
- 新井ちゃんといっしょ（2022年12月27日、ラインコミュニケーションズ［Idol Line］、撮影：富田恭透）
- 10代のトキメキ（2023年1月20日、竹書房［Bamboo e-Book］）
- 発育中（2023年1月20日、竹書房［Bamboo e-Book］）
- キラキラ（2023年1月20日、竹書房［Bamboo e-Book］）
- 20歳のエロス（2023年3月14日、講談社［週刊現代デジタル写真集］、撮影：LUCKMAN）[35]
- 秘密の温泉旅行（2023年3月14日、講談社［週刊現代デジタル写真集］、撮影：LUCKMAN）[36]
- はたち。（2023年4月12日、イーネット・フロンティア）
- 君に見せたいトコ（2023年4月12日、イーネット・フロンティア）
- 新井萌花が水着で駅伝（2023年4月28日、講談社［ヤンマガデジタル写真集］、撮影：田中智久）[37]
- 新井萌花が水着でピアノ（2023年4月28日、講談社［ヤンマガデジタル写真集］、撮影：田中智久）[38]
- 新井萌花が水着で駅伝＆ピアノ【70P完全版】（2023年4月28日、講談社［ヤンマガデジタル写真集］、撮影：田中智久）[39]
- Blue Lily（2023年4月28日、白泉社［アニマルデジタルフォトブック］、撮影：玉井美世子）[40]
- もえもえズッキュン（2023年9月22日、ラインコミュニケーションズ［Idol Line］、撮影：富田恭透）
- プライベートショット 〜Ver.1〜（2024年1月31日、スパイスビジュアル）
- プライベートショット 〜Ver.2〜（2024年2月1日、スパイスビジュアル）
- Kiss You（2024年3月1日、エー・ビー・エンターテイメント）
- 花萌ゆる（2024年3月22日、PAD［ギルドデジタル写真集］）

### 雑誌
- ヤングアニマル 2021年 12/24 号（2021年12月10日、白泉社）
- 月刊キスカ 2022年 2月号（2022年1月8日、竹書房）

## 出演

### テレビ番組
- 極楽山本・ロンブー亮のARIGATEENA TV（2021年11月7日 - 、テレビ埼玉）- レギュラー[3][41]
- 新春芸能人対抗駅伝2023（2023年1月3日、テレビ東京）[42]

### 舞台
- 天満月の猫2021（2021年6月16日 - 20日、中野ザ･ポケット）[43]
- カウンターバリューペインテッド（2021年8月10日 - 15日、劇場HOPE）- 中神ようこ 役
- 魔女エステリーゼの事件簿「蝶と奈落編」（2023年1月10日 - 15日、「劇」小劇場）

### 映画
- 彼女（2021年4月15日、Netflix）
- TURNING POINT2（2022年12月10日、エンタメイティブ）- 爆天グラマラス 槇原彩奈 役[44][45]

### ドラマ
- ホリミヤ（2021年2月17日 - 3月31日、MBS）- ドラマイズム

### ウェブ配信
- 西口プロレス 小力の小部屋（2021年12月15日、マシェバラ）[46]
- 図工の時間 #5（2022年7月27日、東京Lily、YouTube）共演：只埜なつみ、渕上ひかる、凛咲子[47]
- すんドめ（2023年11月1日、全6話、ABEMA） - 畠仲咲良（コスプレ同好会）役[48]

### 音声配信
- よゐこ有野のノーギャラジオ（2023年5月22日、Radiotalk）[49]

### MV
- Fight me feat. yonkey（2020年8月19日、空音）